# El Bosquet (Mont-ral)
El Bosquet és una entitat de població al municipi de Mont-ral, Alt Camp. L'any 2005 tenia 24 habitants. Es troba al sud-oest del nucli urbà de Mont-ral, a prop de l'Aixàviga, sota la paret rocosa dels Motllats. El componen una dotzena de cases d'arquitectura rural.